# 假水苏属
假水苏属（学名：Stachyopsis）是唇形科下的一个属，为多年生直立草本植物。该属共有假水苏（Stachyopsis oblongata）等3种，分布于俄罗斯及中国新疆。